# Hassouna Ben Ayed
Pour les articles homonymes, voir Famille Ben Ayed et Ayed.
Hassouna Ben Ayed (arabe : حسونة بن عياد), né le 21 juillet 1926 à Djerba et décédé le 22 février 2010 à Tunis, est un interniste et néphrologue tunisien.

## Formation
Il appartient à l'une des grandes familles originaires de l'île de Djerba ; Mahmoud Ben Ayed et Aly Ben Ayed appartiennent à sa branche tunisoise alors que Hassouna Ben Ayed est rattaché à sa branche djerbienne.
Après des études primaires à l'école franco-arabe de Mahboubine, il suit ses études secondaires aux cours complémentaires à Houmt Souk, puis l'École normale de Tunis et enfin le lycée Carnot. Après avoir obtenu son baccalauréat de mathématiques élémentaires en 1947, suivi un an après d'un certificat de physique-chimie-biologie à l’Institut des hautes études de Tunis, il accède aux études de médecine à Paris, comme externe en 1952 puis comme interne en 1957 ; il est alors l'élève d'éminents professeurs français, dont Jean Lenègre en cardiologie, et participe au sein de l'équipe du professeur Jean Hamburger à l’hôpital Necker au lancement du premier rein artificiel et de la première greffe rénale.

## Carrière
De retour à Tunis, il est nommé successivement chef de service en 1962, médecin des hôpitaux en 1963, professeur agrégé en 1966, professeur titulaire en 1970 et doyen de la faculté de médecine de Tunis entre 1976 et 1985. Il fait alors partie de la première élite des enseignants tunisiens en médecine et l'un de ses pionniers : il participe à la création de la faculté de médecine de Tunis et à la formation de milliers de médecins qui passent dans le service de médecine interne de l'hôpital Charles-Nicolle, le M8.
Dans le domaine de la recherche et de l'innovation en néphrologie, il contribue à la première dialyse péritonéale de Tunisie en 1963, à l'introduction du premier rein artificiel en 1968 dans le monde arabe et l'Afrique, à l'envoi du premier greffé du rein tunisien en France en 1971 et est l'un des principaux intervenants dans la première greffe de rein en Tunisie et au Maghreb le 4 juin 1986 avec les professeurs Saâdeddine Zmerli et Khaled Ayed. En 1967, il effectue la première biopsie rénale en Tunisie.
En avril 1975, il crée un laboratoire de pathologie rénale au sein de son service, avec une subvention du ministère de l’Enseignement supérieur et de la Recherche scientifique, et choisit Hédi Ben Maiz comme directeur. Ce laboratoire mène plusieurs recherches comme celle centrée sur les néphropathies glomérulaires du Sud tunisien et, grâce aux efforts de Hassouna Ben Ayed, il peut bénéficier de l'appui technique et académique du service du professeur Gabriel Richet de l’hôpital Tenon à Paris, où l'équipe tunisienne a été formée. Ce laboratoire est rapidement reconnu à l'échelle internationale et devient une référence pour l’Afrique et les pays arabes. En parallèle, il crée aussi un laboratoire d'endocrinologie dont le professeur Fethi Ben Khelifa devient le responsable. C'est l'équipe de ce laboratoire qui accomplit l’enquête nationale sur le diabète.
Auteur de nombreuses publications en néphrologie, endocrinologie, médecine interne ou rhumatologie, il organise plusieurs congrès nationaux et internationaux comme le Congrès français de médecine en septembre 1983, la réunion tuniso-française de néphrologie en octobre 1984 et les deux premiers cours supérieurs de néphrologie de la Société internationale de néphrologie (avril 1982-avril 1988), une première mondiale. Il préside également plusieurs sociétés savantes dont la Société tunisienne des sciences médicales, la Société tunisienne de néphrologie, dont il est aussi fondateur, la Société tunisienne de médecine interne, la Société tunisienne d'endocrinologie et la Société tunisienne de réanimation. Il est par ailleurs membre de la Société internationale de néphrologie, de la Société francophone de néphrologie, de la Société maghrébine de médecine interne (créée en 1997), de la Société française de médecine interne et de la Société française d'endocrinologie. En 1987, il est élu président du comité d'éthique de l’Association de lutte contre le cancer, et rejoint, le 3 mars 1988, l’Académie nationale de médecine à Paris en tant que membre correspondant. Il occupe aussi le poste d'expert clinicien auprès du ministère français de la Santé publique.
On lui doit aussi le jumelage entre les hôpitaux Charles-Nicolle de Tunis et de Rouen et la mise en place du concours national de résidanat, en avril 1977, durant son mandat en tant que doyen de la faculté de médecine de Tunis. De plus, il joue un rôle important dans les négociations entre les ministères de l'Agriculture et de l'Enseignement supérieur à propos du terrain sur lequel est bâtie la nouvelle faculté de médecine de Tunis.
En dehors de ses activités médicales, Ben Ayed préside l'association Tunisie-Palestine et appartient au Comité supérieur des droits de l'homme et des droits fondamentaux dès sa création en 1993, à la suite de sa nomination par le président Zine el-Abidine Ben Ali. En 1996, il co-fonde et préside l’Association sanitaire et socio-culturelle de Djerba.

## Publications notables
- (en) A. el-Makri, Mohamed Salah Larabi, C. Kechrid, Chelbi Belkahia et Hassouna Ben Ayed, « Fatal bone-marrow suppression associated with captopril », British Medical Journal (Clinical research ed.), vol. 283, no 6286,‎ 1981, p. 277 (ISSN 0267-0623).
- (en) M'Hamed Hamza, Khaled Ayed et Hassouna Ben Ayed, « Treatment of Behcet's disease with levamisole. Arthritis & Rheumatism », Official Journal of the American College of Rheumatology, vol. 25, no 6,‎ 1982, p. 714-715 (ISSN 2326-5191, lire en ligne, consulté le 2 juillet 2019).
- (en) Laure Papoz, Fethi Ben Khalifa, Eveline Eschwege et Hassouna Ben Ayed, « Diabetes mellitus in Tunisia: description in urban and rural populations », International Journal of Epidemiology (en), vol. 17, no 2,‎ 1988, p. 419-422 (ISSN 0300-5771).
- Minh Hanh Duong, Pascal Barraco, David Schapiro, Hassouna Ben Ayed et Serge Morax, « L'énucléation avec éviscération sur table est-elle une bonne technique ? », Journal français d'ophtalmologie, vol. 24, no 8,‎ 2001, p. 836-841 (ISSN 0181-5512).
- Serge Morax et Hassouna Ben Ayed, « Techniques et indications chirurgicales des décompressions osseuses de l'orbitopathie dysthyroïdienne », Journal français d'ophtalmologie, vol. 27, no 7,‎ 2004, p. 828-844 (ISSN 0181-5512, lire en ligne, consulté le 2 juillet 2019).
- Hassouna Ben Ayed, Cristina Hidalgo, Mehrad Hamedani et Serge Morax, « Ectropions », EMC : ophtalmologie, vol. 2, no 3,‎ 2005, p. 153-170 (ISSN 0246-0343).

## Prestations
- Commandeur de l'Ordre de la République
- Médaille de mérite de la santé publique
- Médaille de mérite de l'éducation
- Médaille de la promotion de la greffe d'organe
- Médaille Jean-Hamburger de la société francophone de néphrologie[3]
- Médaille de la Société arabe de néphrologie et de transplantation
- Médaille du cinquantenaire de l'université tunisienne, le 12 novembre 2008[2]
- Prix du 7-Novembre pour la recherche et la créativité, en 1992[2]

## Vie privée
Hassouna Ben Ayed est marié à une Française, Madeleine Viguier, qui a travaillé bénévolement durant une dizaine d'années dans la structuration du service de son mari à l’hôpital. Il est père de trois enfants.